# Municipio de Pleasant View (Minnesota)
El municipio de Pleasant View (en inglés: Pleasant View Township) es un municipio ubicado en el condado de Norman en el estado estadounidense de Minnesota. En el año 2010 tenía una población de 108 habitantes y una densidad poblacional de 1,15 personas por km².

## Geografía
El municipio de Pleasant View se encuentra ubicado en las coordenadas 47°21′57″N 96°31′28″O / 47.36583, -96.52444. Según la Oficina del Censo de los Estados Unidos, el municipio tiene una superficie total de 93.82 km², de la cual 93,81 km² corresponden a tierra firme y (0 %) 0 km² es agua.

## Demografía
Según el censo de 2010, había 108 personas residiendo en el municipio de Pleasant View. La densidad de población era de 1,15 hab./km². De los 108 habitantes, el municipio de Pleasant View estaba compuesto por el 90,74 % blancos, el 0,93 % eran asiáticos, el 7,41 % eran de otras razas y el 0,93 % eran de una mezcla de razas. Del total de la población el 11,11 % eran hispanos o latinos de cualquier raza.